# 徐世杰
徐世杰（1951年10月—2019年9月14日），汉族，吉林永吉人，中国航天动力学与控制技术专家。第十一届、十二届、十三届全国政协委员，北京市人民政府参事，原黑龙江省政协第八届常委、海淀区政协副主席、民盟北京市第十届常委、民盟海淀区第三届主委。北京航空航天大学教授、博士生导师。

## 生平
1951年出生于吉林省永吉县。1976年毕业于东北林学院机械系，获学士学位。1983年毕业于哈尔滨工业大学飞行力学专业，获硕士学位。1995年于法国亨利·庞加雷大学自动化专业获博士学位。
1983年至1993年历任哈尔滨工业大学总体室助教、讲师、副教授。1993年晋升教授，1997年获评博士生导师。1990年至1995年为法国南锡自动化研究中心和卢森堡公立亨利-多铎研究中心研究员、法国亚眠大学客座教授。1998年2月至1999年1月为法国亚眠大学客座研究员，1999年11月至2000年1月为法国亨利·庞加雷大学客座教授。1995年至2000年任哈尔滨工业大学飞行动力学教研室教授，1997年起任教研室主任、博士生导师；其间于1998年至1999年在法国儒勒·凡尔纳大学任客座研究员，于1999年至2000年在法国亨利·庞加雷大学任客座教授。2000年起任北京航空航天大学宇航学院教授、博士生导师，曾任校学术委员会委员、校科协副主席、校教代会主席团副主席、校职称评审与岗位聘任申诉委员会主任、航天制导导航与控制系主任。
2008年，当选第十一届全国政协委员，代表中国民主同盟，分入第六组。2018年1月，当选第十三届全国政协委员。
因病医治无效，于2019年9月14日6时55分在北京逝世，享年68岁。